# هاينس درير
هاينس درير (بالإنجليزية: Hannes Dreyer)‏ هو منافس ألعاب قوى جنوب أفريقي، ولد في 13 يناير 1985 في جنوب أفريقيا.

## وصلات خارجية
- هاينس درير على موقع الاتحاد الدولي لألعاب القوى (الإنجليزية)
- هاينس درير على موقع أوليمبيديا (الإنجليزية)